# Großkrut

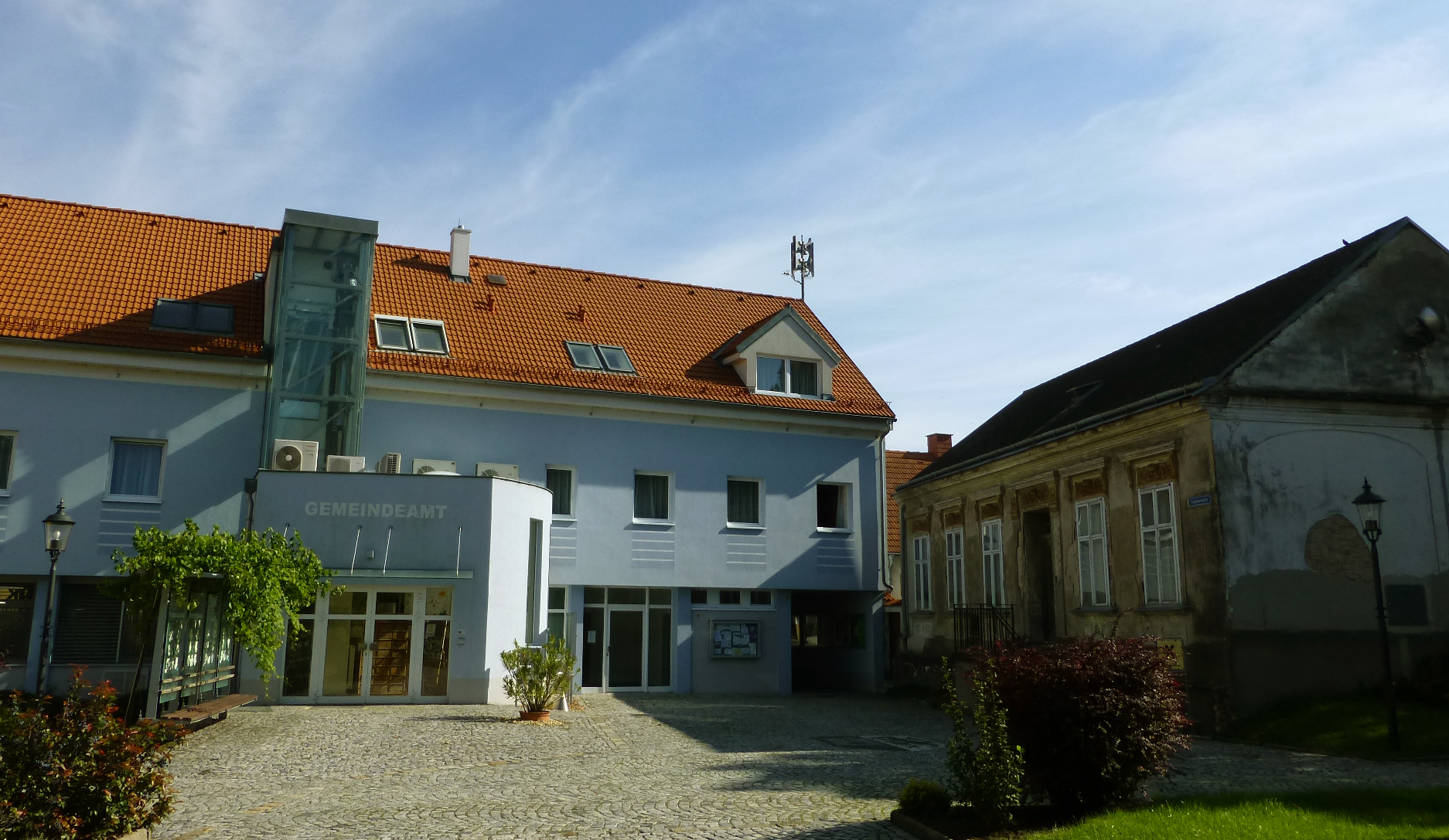
Radnice v Großkrutu

Großkrut (do 1922 Böhmischkrut, zastarale česky České Kruty) je městys v okrese Mistelbach v Dolních Rakousích. Žije zde přibližně 1 600 obyvatel.

## Geografie
Großkrut leží v pahorkovité krajině severovýchodního Weinviertelu (vinné čtvrti) v Dolních Rakousích, asi deset kilometrů východně od Poysdorfu. Plocha městyse je 38,45 kilometrů čtverečních a 1,66 % plochy je zalesněno. Krajinu vytvářejí plochy polí a vinohradů.

## Členění obce
Městys tvoří katastrální území: Althöflein, Ginzersdorf, Großkrut a Harrersdorf.

## Historie
Obec je poprvé zmíněna v dokumentech v roce 1055.
Obec se původně jmenovala „Böhmischkrut" (České Kruty), ale v roce 1922 se název obce změnil, protože docházelo ke zdržování doručovaných poštovních zásilek, protože docházelo k omylům, že obec leží v Československu.
Název byl však raději rozlišován s obcí Dürnkrut (Suché Kruty).

### Vývoj počtu obyvatel
V roce 1971 žilo v obci 1998 obyvatel, 1981 1780, 1991 měl městys 1697 obyvatel, při sčítání lidu v roce 2001 měl 1643 a ke dni 1. dubna 2009 měl městys 1564 obyvatel.

## Politika
Starostou městyse je Franz Schweng, vedoucím kanceláře Franz Brinninger.
V obecním zastupitelstvu je 19 křesel, po obecních volbách konaných dne 6. března 2005 jsou mandáty rozděleny takto: (ÖVP) 12, (SPÖ) 6, (FPÖ) 1.

## Kultura a pamětihodnosti
- Na silnici do Bernhardsthalu stávala šibenice, kterou připomíná tzv. "soudní sloup".

## Hospodářství a infrastruktura
Nezemědělských pracovišť bylo v roce 2001 41, zemědělských a lesních pracovišť bylo podle zjištění v roce 1999 139. Počet výdělečně činných osob v místě bydliště bylo v roce 2001 706, tj. 44,06 %.